# NGC 969
NGC 969 é uma galáxia lenticular (S0) localizada na direcção da constelação de Triangulum. Possui uma declinação de +32° 56' 47" e uma ascensão recta de 2 horas, 34 minutos e 08,0 segundos.
A galáxia NGC 969 foi descoberta em 22 de Novembro de 1827 por John Herschel.